# Río Añamaza
El río Añamaza es un corto río del noroeste de España, un afluente del río Alhama, a su vez afluente por la margen derecha del río Ebro. 

## Etimología
Su nombre, Añamaza, significaría 'bosques de aguas', considerando la raíz prerromana aña (también ana significa 'río') como veta de agua. En Soria también es conocido como río Manzano; en Añavieja, se convierte en el canal de San Salvador; al pasar por Dévanos le nombran río Fuentestrún, y también río Cajo.

## Curso
El Añamaza nace en los arroyos de Valmayor y de las Pozas, en el paraje de San Sebastián en Trévago, (Soria, España) y desemboca en el  Alhama en el término de Fitero, en Navarra. 
Aparece descrito en el segundo volumen del Diccionario geográfico-estadístico-histórico de España y sus posesiones de Ultramar de Pascual Madoz con las siguientes palabras:

AÑAMAZA: r. en la prov. de Soria, part. jud. de Agreda; tiene su orígen en la laguna de Añavieja, de la que se desprenden dos acequias ó ramales; el uno que se dirige á Devanos y toma este nombre; da movimiento á dos molinos harineros, antes de llegar á dicho pueblo; en las inmediaciones de él impulsa las ruedas de otro y un batan, sigue su curso fertilizando varias labores; y pasando por los barrancos de los Cubos, sale del part. de Agreda y entra en el de Cervera, donde se le reune al instante el riach. titulado de la Virgen del Butar, y el otro ramal de Añavieja, que con el nombre de acequia de San Salvador riega la vega de Valverde y sus ventas; desde la confluencia de los repetidos ramales, toma el nombre de r. Añamaza: riega la hermosa vega de este pueblo, de mas de dos leg. de long., y siguiendo su curso en direccion N., va á desaguar en el r. Alhama, unos 400 pasos mas abajo de los baños de Fitero.
(Madoz, 1845, p. 350)

### Localidades que atraviesa

#### En Soria
- Trévago
- Fuentestrún
- Castilruiz
- Añavieja
- Dévanos

#### En La Rioja

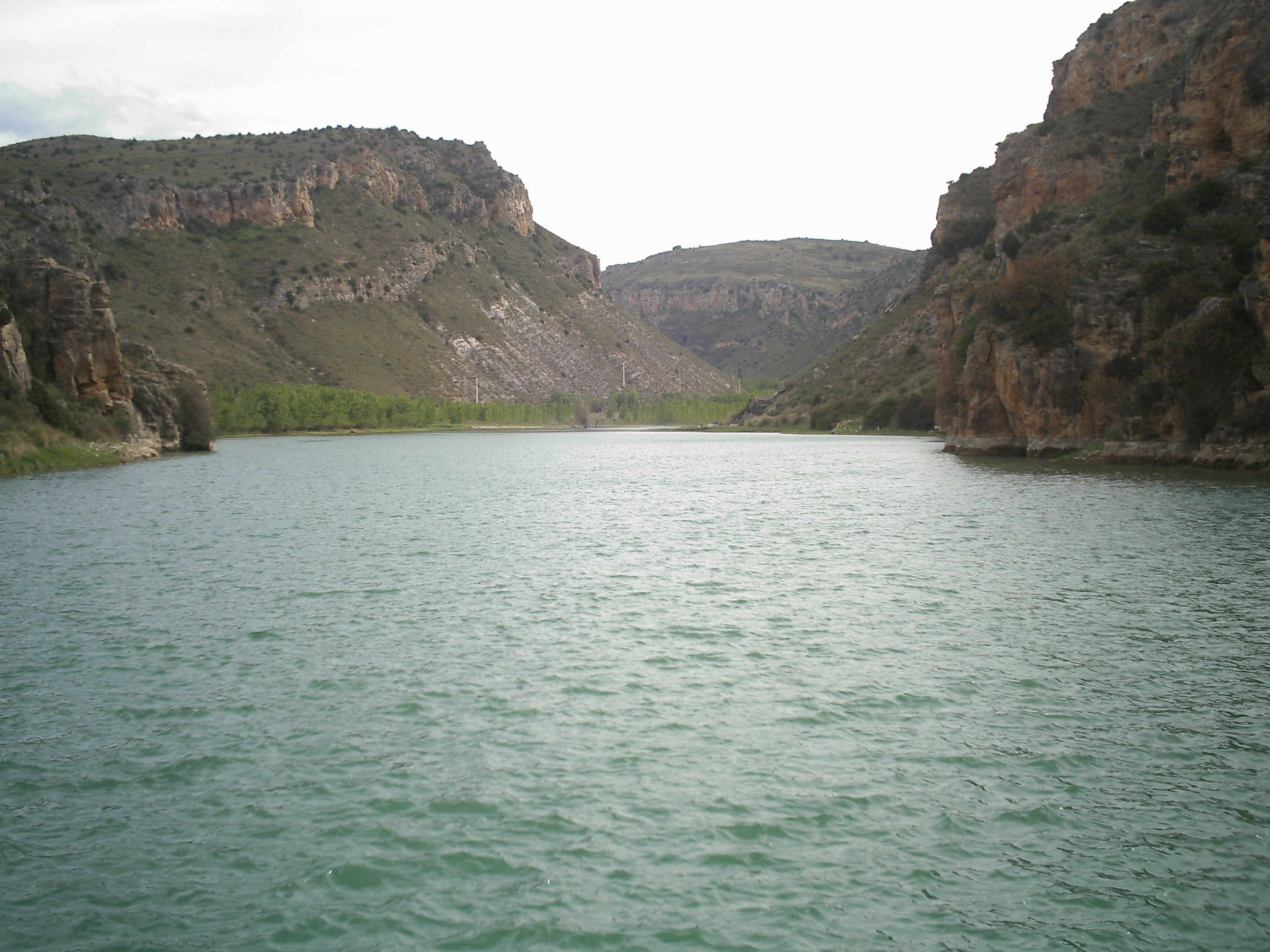
Pantano de Añamaza.

- Valdegutur
- Cabretón
- Barnueva

#### En Navarra
- Baños de Fitero

## Parajes y paisajes destacados
- Pantano de Añamaza
- Laguna de Añavieja
- Barrancos de Fuentestrún
- Sierra de Alcarama

## Flora y fauna
- Flora: Árboles como encina, pino, olmo, chopo, olivo. Y plantas como espliego, salvia, manzanilla, tomillo, retama, romero, té, aliaga, etc.
- Fauna: Tejón, jabalí, corzo, conejo, liebre, abubilla, perdiz, codorniz, zorro, etc.